# Arthur Ryerson
Arthur Larned Ryerson (* 12. Januar 1851 in Chicago, Illinois, USA; † 15. April 1912 im Nordatlantik beim Untergang der Titanic) war ein US-amerikanischer Anwalt, Geschäftsmann, Stahl-Tycoon und Präsident des Stahlherstellers Joseph T. Ryerson & Sons, Inc., der von seinem Vater gegründet worden war.

## Leben
Ryerson stammte aus einer prominenten und wohlhabenden Chicagoer Familie. Er war das zweite von fünf Kindern von Joseph Turner Ryerson (1813–1883) und dessen Frau Ellen Griffin Larned (1822–1881). Sein älterer Bruder Charles Larned Ryerson starb im Kleinkindalter. Seine jüngeren Geschwister waren Edward Larned, Eleanor und Josephine. Er war ein Cousin von George Ryerson und ebenso mit dem kanadischen Politiker und Bildungsreformer Egerton Ryerson verwandt. Sein Vater Joseph hatte 1842 in Chicago das Stahlbauunternehmen Joseph T. Ryerson & Sons, Inc. gegründet, das in den folgenden Jahrzehnten immer weiter expandierte. Um die Jahrhundertwende belieferte das Unternehmen die Eisenbahnindustrie, Bauunternehmer und Hersteller verschiedener Eisen- und Metallprodukte.
Arthur Ryerson studierte Rechtswissenschaft an der Yale University und machte 1871 seinen Abschluss. Er wurde Partner in der Anwaltskanzlei Isham, Lincoln & Beale in Chicago, die 1872 von Edward Swift Isham und Robert Todd Lincoln gegründet worden war. Die Kanzlei war fortan als Isham, Lincoln & Ryerson bekannt. Später wurde er Präsident der Firma seines Vaters und war für die weitere Entwicklung des Unternehmens verantwortlich. Am 31. Januar 1889 heiratete er in Philadelphia Emily Maria Borie (1863–1939), die väterlicherseits französische Wurzeln hatte. Das Paar hatte fünf Kinder: Susan Parker „Suzette“ (1890–1921), Arthur Larned, Jr. (1891–1912), Emily Borie (1893–1960), Ellen Ashfordbye (1895–1973) und John Borie (1898–1986). Die Familie lebte in Haverford, einem Stadtteil von Philadelphia.
Arthur Ryerson hielt sich mit seiner Frau und den Kindern Suzette, Emily und John in Europa auf, als er die Nachricht erhielt, dass sein ältester Sohn Arthur am 8. April 1912 bei einem Autounfall in Bryn Mawr ums Leben gekommen war. Zwei Tage später ging die Familie in Begleitung von Emily Ryersons Dienstmädchen Victorine Chaudanson und John Ryersons Gouvernante Grace Bowen in Cherbourg als Passagiere an Bord der Titanic, um in die USA zurückzukehren. Die siebenköpfige Gruppe belegte die Kabinen B-57, B-63 und B-66. Nach der Kollision der Titanic mit dem Eisberg kurz vor Mitternacht am 14. April brachte Ryerson seine Familie zum Rettungsboot Nr. 4, wo auch die Familien von John Jacob Astor, George Widener und John B. Thayer auf das Ausbooten warteten.
Die Frauen der Gruppe durften einsteigen. Als Ryersons Sohn John einsteigen wollte, wurde er vom Zweiten Offizier Charles Lightoller harsch zurückgewiesen. Ryerson bestand darauf, dass sein Sohn mitkonnte, und sagte „Natürlich geht er mit seiner Mutter, er ist erst 13!“. Lightoller ließ ihn gewähren, murmelte jedoch grimmig „Keine Jungen mehr“. Arthur Ryerson blieb zurück und kam bei dem Untergang ums Leben. Seine Leiche wurde nie gefunden. Seine Witwe Emily Ryerson heiratete 1927 den fast 20 Jahre jüngeren Mitarbeiter des United States Forest Service William Forsythe Sherfesee (1882–1965). Sie starb 1939 in Montevideo in Uruguay, begraben ist sie in Cooperstown, New York.